# 圣塞佩
圣塞佩是巴西南大河州的一个市镇。总面积2188.832平方公里，总人口23578人，人口密度10.8人/平方公里。